# 長崎繞道
長崎繞道（日语：／ Nagasaki Baipasu */?）是起於長崎縣諫早市多良見町，至同縣長崎市的國道34號繞道，同時是西日本高速公路以一般收費道路型態管理的快速道路。本公路於長崎多良見交流道與長崎自動車道連接，另外在川平交流道起分歧為昭和町方向出口與西山町方向出口。屬於全國路線網的一環。
高速公路路線編號被編為 E96 。
從諫早市多良見町道川平收費站間的路段為全線4車道，但存在著許多急彎。全區間可使用ETC支付通行費。

## 概要
- 起點：長崎縣諫早市多良見町市布
- 終點：長崎縣長崎市昭和二丁目、長崎縣長崎市西山四丁目
- 全長：15.1km
- 車道數：4車道（起點 - 川平）、暫定2車線（川平 - 昭和、川平 - 西山）
- 通行費徵收期限：2050年8月15日
- 速限：60km/h

## 交流道
- 交流道欄背景色■區間是已通車區間，設施欄背景色■區間是未通車區間與未使用設施，未通車區間名稱全部是暫稱。
- 為了收費區名稱的方便上，多良見 - 昭和為A區間（因從川平分歧的關係，多指川平 - 昭和這一段）、川平 - 西山稱為B區間（通稱為「西山繞道」）。另外，川平收費道路通稱為C區間。需要注意的是，從多良見方向進入到終點的川平之前都無法下交流道（古賀市布交流道、間之瀨交流道皆為僅能出入川平方向的半交流道）。

| -                        | 市布十字路口     | 國道34號                 |                          | 諫早市 |
| 11                       | 長崎多良見交流道 | E34 長崎自動車道         |                          | 諫早市 |
| -                        | 古賀市布巴士站   |                          | 繞道多良見               | 長崎市 |
| 11-1                     | 古賀市布交流道   |                          |                          | 長崎市 |
| -                        | 正念巴士站       |                          |                          | 長崎市 |
| -                        | 東長崎隧道       |                          | 上行492公尺、下行598公尺 | 長崎市 |
| 11-2                     | 間之瀨交流道     | 長崎縣道45號東長崎長與線 |                          | 長崎市 |
| -                        | 八峰口巴士站     |                          |                          | 長崎市 |
| -                        | 前岳隧道         |                          | 上行325公尺、下行445公尺 | 長崎市 |
| -                        | 畦別當巴士站     |                          |                          | 長崎市 |
| -                        | 犬繼巴士站       |                          | 繞道犬繼                 | 長崎市 |
| -                        | 川平巴士站       |                          | 繞道川平                 | 長崎市 |
| -                        | 新舊分歧點       |                          |                          | 長崎市 |
| 長崎繞道A區間・B區間分歧 |                  |                          |                          |        |

### A區間
- 交流道欄背景色■區間是已通車區間，設施欄背景色■區間是未通車區間與未使用設施，未通車區間名稱全部是暫稱。

| -                             | 川平收費站           |                                                   |           | 長崎市 |
| 11-3                          | 川平交流道           | 長崎縣道113號長與昭和町線 長崎縣道235號昭和馬町線 |           | 長崎市 |
| -                             | 浦上隧道             |                                                   | 長362公尺 | 長崎市 |
| -                             | 西浦上隧道口十字路口 | 長崎県道113号長與昭和町線                         |           | 長崎市 |
| 連接長崎縣道113號長與昭和町線 |                      |                                                   |           |        |

### B區間
- 交流道欄背景色■區間是已通車區間，設施欄背景色■區間是未通車區間與未使用設施，未通車區間名稱全部是暫稱。

| -                           | 川平收費站 |                         |            | 長崎市 |
| -                           | 川平隧道   |                         | 長120公尺  | 長崎市 |
| -                           | 西山隧道   |                         | 長2470公尺 | 長崎市 |
| -                           | 西山       | 長崎縣道235號昭和馬町線 |            | 長崎市 |
| 連接長崎縣道235號昭和馬町線 |            |                         |            |        |

## 歷史
- 1967年11月17日：部分通車（昭和線完工），為九州第一條收費快速道路。當初為暫定2車道，後拓寬為4車道。
- 1991年3月27日：二期工程完成（西山線完工）。
- 2006年10月31日：試辦ETC通勤折扣制度。2007年度決定延長。但不適用轉乘川平收費道路者（自2008年10月後已適用）[3]。
- 2010年6月28日 長崎多良見 - 川平間被指定為實行通行費全車種免費化社會實驗的對象區間。但是長崎繞道連接的川平收費道路並非免費化實驗之對象。

## 交通量
24小時交通量（台）　道路交通調查
| 區間                                        | 平成17（2005）年度 | 平成22（2010）年度 | 平成27（2015）年度 |
| ------------------------------------------- | ------------------ | ------------------ | ------------------ |
| 市布名 - 長崎多良見交流道（長崎道）         | 33,711             | 38,559             | 20,033             |
| 長崎多良見交流道（長崎道） - 古賀市布交流道 | 33,711             | 38,559             | 29,339             |
| 古賀市布交流道 - 間之瀨交流道               | 33,711             | 39,162             | 31,023             |
| 間之瀨交流道 - 川平交流道                   | 33,711             | 44,377             | 34,091             |
| 川平交流道 - 西山町                         | 10,583             | 17,545             | 10,716             |
| 川平交流道 - 昭和町                         | 17,941             | 22,374             | 20,350             |

（來源：「平成22年度道路交通調查 （页面存档备份，存于）」・「平成27年度全国道路・街路交通情勢調査 （页面存档备份，存于）」（自国土交通省網頁摘取資料作成）

## 地理

### 連接道路
- E34 長崎自動車道
- 川平收費道路

## 相關項目
- 日本其他快速道路列表
- 九州地方道路列表
- 日本高速公路列表

## 外部連結
- 西日本高速公路株式會社 （页面存档备份，存于）
- 西日本高速公路株式會社九州支社 （页面存档备份，存于）
- 國土交通省九州地方整備局 長崎河川國道事務所 （页面存档备份，存于）